# Hermetia pectoralis
Hermetia pectoralis är en tvåvingeart som beskrevs av Christian Rudolph Wilhelm Wiedemann 1824. Hermetia pectoralis ingår i släktet Hermetia och familjen vapenflugor.
Artens utbredningsområde är Guinea. Inga underarter finns listade i Catalogue of Life.